# AD Marco 09
El AD Marco 09 es un equipo de fútbol de Portugal que juega en el Campeonato de Portugal, la cuarta división nacional.

## Historia
Fue fundado el 6 de marzo de 2009 en el municipio de Marco de Canaveses del distrito de Oporto por miembros del desaparecido FC Marco, y el nombre del equipo va relacionado con la ciudad y el año de fundación, y está afiliado a la Asociación de Fútbol de Oporto.
En la temporada 2022/23 gana el título del distrito por primera vez luego de ganar la cuadrangular final de manera invicta, lo que la da el ascenso al Campeonato de Portugal y la clasificación a la Copa de Portugal por primera vez.

## Palmarés
- División Elite de Oporto: 1

2022/23